# 相対年代
相対年代（そうたいねんだい、relative age）とは、考古学や地質学において、AはBよりも古いというように相対的な新旧関係で表記される年代。「絶対年代」（地質学では「数値年代」「放射年代」）の対語。

## さまざまな「年代」
考古学や地質学で一般的に利用される年代には以下のようなものがある。
1. 相対年代 : 相互の新旧関係
2. 絶対年代/数値年代 : 数字として出される年代
3. 理化学的年代 : 自然科学的方法による年代
4. 暦年代 : 究極に目指すべき年代

絶対年代とは、「他とくらべられない」「他とくらべる必要がない」という意味での「絶対」である。考古学における「旧石器時代」、「弥生時代」など、地質学における「白亜紀」「第四紀」などのような時代区分は元来、標識となる遺物・遺物群あるいは化石・化石群に由来する相対的な年代（相対年代）であるが、絶対年代では、このような標識を必要とせず、それだけで年代をあらわすことができる。

## 地質学における相対年代
地質学における相対年代は、主に層序や化石の変遷によって定められる。
層序学においては、断層や褶曲などによって地層の逆転が起こっていなければ、万有引力の法則にしたがって下にあるものほど古く、上にあるものほど新しいという地層累重の法則が利用される。つまり下から上にむかって堆積していくと考えるわけである。また、離れた地域間で異なる岩相をもつ地層の堆積年代を判断する手段として、示準化石と呼ばれる特定の化石を指標に用いることがあり、これは地層同定の法則をその根拠としている。

## 考古学における相対年代
考古学における相対年代は、考古資料（遺物・遺構・遺跡）とくに遺物の形態等の諸特徴（型式）から型式学的研究法によってその変遷の状況をつかみ、層位学的研究法によって新旧関係を検証していくもので、両者を総合して相互の新旧を決めるものである。そのため、考古学研究および発掘調査が開始された初期の段階では、日本では貝塚、西アジアではテル（遺丘）、ヨーロッパでは洞窟遺跡など、多くの層が積み重なる遺跡が好んで調査された。
型式学的研究法は、同じ時代の同集団に属する人間がつくった人工物は、多少の変異はあるとしても互いに類似した共通の要素をもっている。したがって、適切な基準を選びながら遺物や遺構の分類を積み重ねてゆくと、最終的には同時代の同一地域でつくられたモノの一群を他から区別することが可能となる。これら一群を他から分かつところの特徴が「型式」であり、新しい型式は古い型式をもとにして生み出されるので、これを新旧関係の検討に応用することができる。ただし、これには層位学的研究法などを併用して検証していく必要がある。

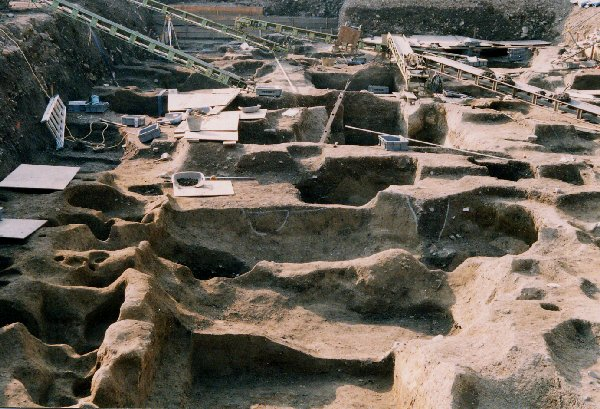
京都市内の発掘調査風景
----江戸時代の層の下に豊臣秀吉時代の盛土層、さらに、その下層には室町時代、平安時代、古墳時代、弥生時代などの文化層がつづいている

層位学的研究法においては、地層（日本考古学では「土層」と言う）が撹乱されていない限り、地質学における地層累重の法則が応用されるが、人為的な遺構廃棄の痕跡である「切り合い関係」が確認されれば、それも新旧の判断に用いることができる。また、同じ層に包含される遺物であっても年代幅がありうるので注意が必要であり、その点、短期間に埋め戻されたと推定されるゴミ捨て穴や追葬のない墓には、同時に埋められた多様な遺物がふくまれるので、相対年代決定における好資料となる。
今日では、広域テフラ（広域降下火山灰）を利用して広い地域にわたる相対年代を割り出すことが可能となった。降下火山灰の中にはその同定のカギとなる特殊な物質を含むものがあり，その同定を通して日本列島の広い部分を覆う後期旧石器時代の姶良Tn火山灰（ATテフラ）や縄文時代の鬼界アカホヤ火山灰（K-Ahテフラ）が相対年代を決めていく際の標準になることが判明した。また、より狭い地域に降下する火山灰の同定も飛躍的に進んだため、火山灰相互の新旧関係も精緻化している。これにより、遺構の内外で降下火山灰が検出された場合、その検出地点や検出状況によって、遺構・遺跡と火山灰降下時期との新旧関係、さらに遺構相互・遺跡相互の新旧関係を決めていくことができる。
相対年代は考古学的な調査や研究の基礎になるものではあるが、あくまでも相互の新旧関係を決めるだけにとどまるので、文字資料のある時代（歴史時代）においては、それを絶対年代、さらには暦年代（実年代）に近づける努力が必要である。火山灰のなかには、北日本一帯に降下した十和田a火山灰（To-aテフラ）のように、『扶桑略記』に「延喜15年」（915年）の記事として「出羽国言上雨灰降高二寸…」という記載があり、暦年代がはっきりわかっているものもある。
このようなデータを集積し、それまで明らかになっていた相対年代とも比較照合することによって、さらに詳細な年代の解明へとつなげることができる。